# فرانسوا هملین
فرانسوا هملین (انگلیسی: François Hamelin؛ زادهٔ ۱۸ دسامبر ۱۹۸۶) اسکیت‌باز سرعت اهل کانادا است.